# Интерференция (лингвистика)
Интерференция (Лингвистическая интерференция) (лат. interferens, от inter — между + -ferens — несущий, переносящий) — обозначает в языкознании последствие влияния одного языка на другой, т.е. применение норм одного языка в другом в письменной и/или устной речи.
Согласно Уриелю Вайнрайху, условием возникновения лингвистической интерференции является языковой контакт, под которым можно понимать либо «речевое общение между двумя языковыми коллективами», либо учебную ситуацию. «Два или несколько языков находятся в контакте, если ими попеременно пользуется одно и то же лицо. Таким образом, местом осуществления контакта являются индивиды, пользующиеся языком». Следствием контактирования языков часто является интерференция, то есть «случаи отклонения от норм каждого языка, происходящие в речи билингвов в результате их знакомства с более чем одним языком» (Weinreich 1953, с. 1-7).
Э. Хауген определяет интерференцию как лингвистическое частичное совпадение (overlap), при котором языковая единица оказывается элементом двух систем одновременно, или как наложение двух языковых систем (Хауген 1972, с.69-70).
В. Ю. Розенцвейг считает, что «интерференция — это нарушение билингвом правил соотнесения контактирующих языков, которое проявляется в его речи в отклонении от нормы» (Розенцвейг 1972, с.28).
«Интерференция (от лат. inter — между собой, взаимно и ferio — касаюсь, ударяю) — взаимодействие языковых систем в условиях двуязычия, складывающегося либо при контактах языков, либо при индивидуальном освоении неродного языка; выражается в отклонении от нормы и системы второго языка под влиянием родного…» (Ярцева 1990, с. 197).
В отличие от переключения кодов, при интерференции происходит не смена языка, а изменение одного языка под влиянием другого.
Как отмечает А. Л. Пумпянский, исследователь научно-технического перевода, к основным причинам, приводящим к ошибкам, относятся: 

1) убежденность в однозначности слов и грамматических форм; 

2) смешение графического облика слова; 

3) ошибочное использование аналогии; 

4) перевод слов более конкретными значениями, чем они фактически имеют; 

5) неумение подыскать русское значение для перевода английских слов, лексических и грамматических сочетаний;

6) незнание закономерностей изложения английского научно-технического материала и способа его передачи на русский язык» (Пумпянский 1961, с. 5).
Проведенные исследования свидетельствуют о том, что в профессионально ориентированной межкультурной коммуникации и в профессионально ориентированном переводе проявляется:
1. Звуковая (фонетическая, фонологическая и звуковая-репродукционная) интерференция.
2. Орфографическая интерференция.
3. Грамматическая (морфологическая, синтаксическая и пунктуационная) интерференция.
4. Лексическая интерференция.
5. Семантическая интерференция.
6. Стилистическая интерференция.
7. Внутриязыковая интерференция.